# Jewgienij Korolow (tenisista)
Jewgienij Korolow, ros. Евгений Евгеньевич Королёв (ur. 14 lutego 1988 w Moskwie) – tenisista reprezentujący Kazachstan, do 2010 roku grający dla Rosji, reprezentant w Pucharze Davisa

## Kariera tenisowa
Od momentu rozpoczęcia kariery zawodowej w roku 2005, wygrał 5 tytułów ATP Challenger Tour – 3 razy triumfował w Akwizgranie, raz Düsseldorfie i w Szczecinie. Jest również finalistą turnieju rangi ATP World Tour 250 w Delray Beach w roku 2009. Mecz o tytuł przegrał 5:7, 3:6 z Mardym Fishem. Ma na swoim koncie wygrane pojedynki z bardziej znanymi zawodnikami jak Nikołaj Dawydienko, Carlos Moyá, Radek Štěpánek, James Blake i Fernando González.
W Wielkim Szlemie zagrał po raz pierwszy w 2007 roku. W Australian Open najdalej zaszedł do 3 rundy, we French Open, Wimbledonie i US Open dochodził najwyżej do 2 rundy.
W latach 2011–2014 reprezentował Kazachstan w Pucharze Davisa rozgrywając 9 meczów, w których odniósł 1 triumf.
Dnia 22 lutego 2010 osiągnął najwyższą pozycję rankingową – nr 46.
W 2014 roku poinformował o zakończeniu kariery zawodowej.

### Finały w turniejach ATP World Tour
| Legenda                                      |
| -------------------------------------------- |
| Wielki Szlem                                 |
| Igrzyska olimpijskie                         |
| Tennis Masters Cup / ATP Finals              |
| ATP Masters Series / ATP Tour Masters 1000   |
| ATP International Series Gold / ATP Tour 500 |
| ATP International Series / ATP Tour 250      |

#### Gra pojedyncza (0–1)
| Końcowy wynik | Nr | Data         | Turniej      | Nawierzchnia | Przeciwnik | Wynik finału |
| ------------- | -- | ------------ | ------------ | ------------ | ---------- | ------------ |
| Finalista     | 1. | 1 marca 2009 | Delray Beach | Twarda       | Mardy Fish | 5:7, 3:6     |